# Brigadas motorizadas para represión de acciones violentas

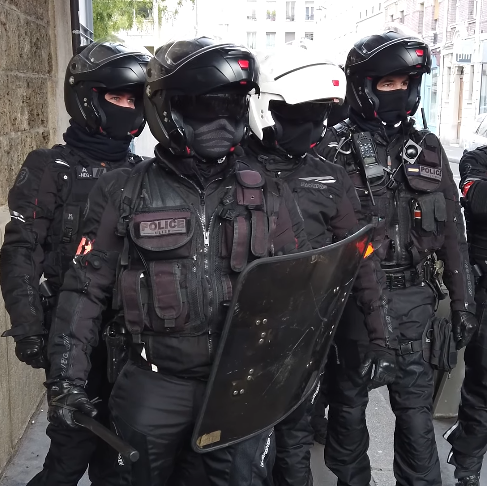
Grupo de BRAV-M de la Policía Nacional en espera de intervención durante una manifestación en París

Las Brigadas Motorizadas para la Represión de las Acciones Violentas (BRAV-M) son unas brigadas móviles constituidas por binomios en motocicleta que intervienen dentro de la ciudad de París durante episodios de violencia urbana y alteraciones del orden público. Pueden estar conformadas por agentes de la Policía Nacional o bien de la Gendarmería, en función de qué cuerpo actúe. 
Fueron creadas en marzo de 2019 por el prefecto de Policía de París Didier Lallement en el marco del movimiento de los Chalecos amarillos. Existen, de la misma forma, unidades de tipo BRAV-M en otras ciudades de Francia, como por ejemplo Toulouse o Burdeos. 

## Características

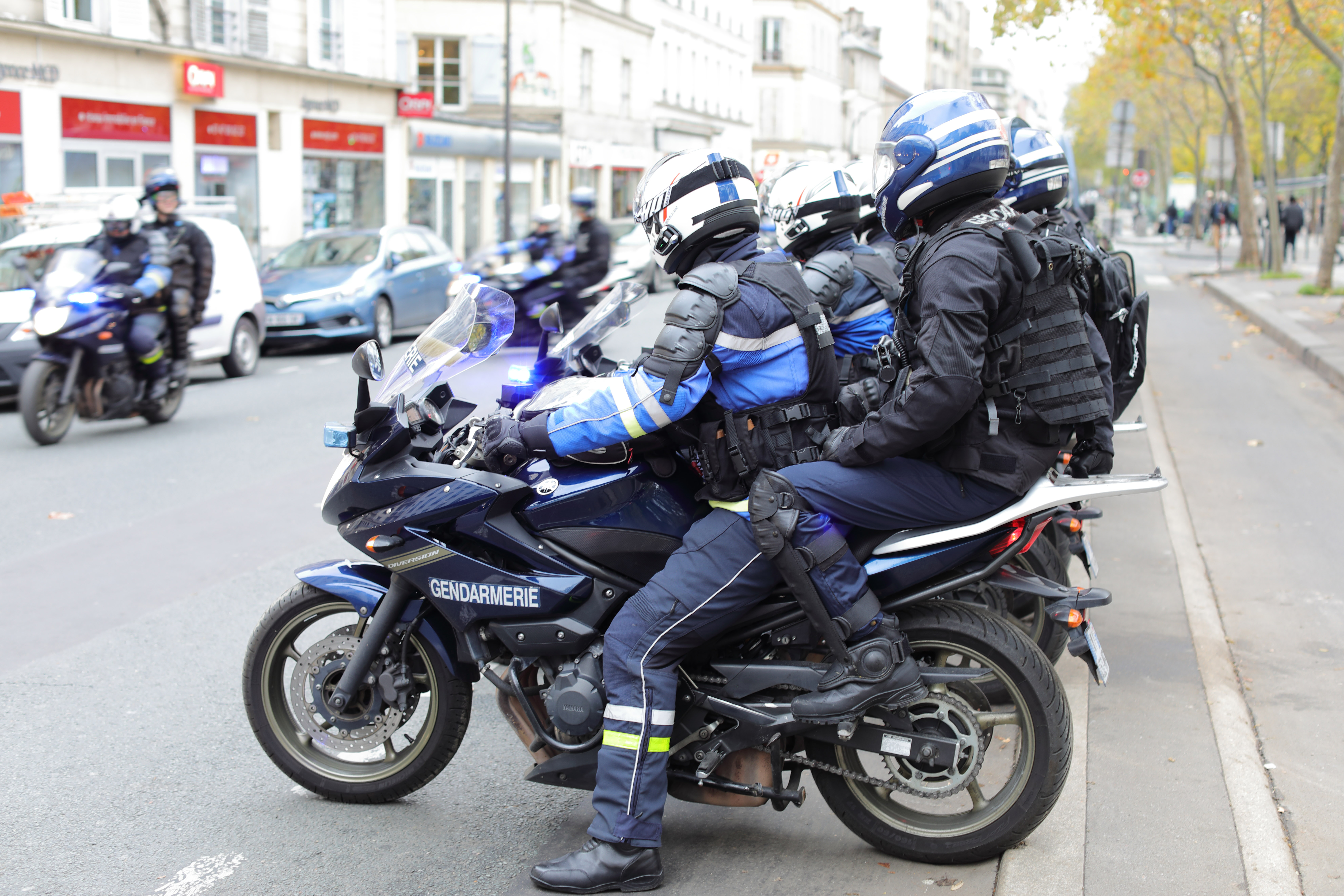
Equipos BRAV-M de la Guardia Republicana (Gendarmería Nacional) durante una manifestación en París

Estas unidades tienen la peculiaridad de no ser permanentes, sino de estar constituidas solamente para los días de manifestaciones susceptibles de desembocar en episodios de violencia urbana y desórdenes público. 
Operado por grupo de varias motocicletas con un binomio por vehículo, los efectivos de las BRAV-M son elegidos, para los conductores de los vehículos, de la compañía motorizada de la DOPC o de la componente motociclista de la CSI 75 (Compagnie de Sécurisation et d'Intervention de Paris), así como de la escadron motociclista de la guardia republicana de la Gendarmería Nacional..Los pasajeros son selecionados de las compañías de intervención de la DOPC y de la CSI 75, así como gendarmes de los Régiments de Infanterie de la Garde Républicaine.
Efectivos de los bomberos de París (BSPP) son igualmente adjuntos a estas unidades con el objetivo de intervenir más fácilmente, y con medios ligeros (extintores), durante incendios de contenedores de basura o conatos de incendio de vehículos, tiendas o barricadas durante los altercados.

## Misiones y estrategia
Las BRAV-M intervienen esencialmente en el marco de manifestaciones revendicativas parisinas susceptibles de desembocar en violencia, o bien de manifestaciones no autorizadas para proceder a dispersarlas.
Su rol es diferente del de las unidades habituales especializadas de mantenimiento del orden público, que son las CRS (Policía Nacional) y la Gendarmería Móvil, que se enmarcan en el cortejo y acompañamiento de las manifestaciones y de las zonas donde se desarrollan incidentes, y que son relativamente poco móviles.
Las BRAV-M están diseñadas, según el esquema de intervención que prevalece habitualmente durante situaciones de manifestaciones espontáneas o de situaciones de violencia urbana, para intervenir muy rápidamente con el objetivo de hacer cesar los disturbios y proceder a las detenciones. La constitución en unidades muy ligeras y el modo de desplazamiento en motocicleta, les permite adaptarse a la estrategia de ciertos grupos violentos al ser las unidades más móviles y reactivas posibles. Las motocicletas no son, sin embargo, más que un vector, una forma de transporte, y los agentes descienden muy a menudo para operar. Es decir, las BRAV-M son más bien una forma de unidad operativa y su organización.

## Origen

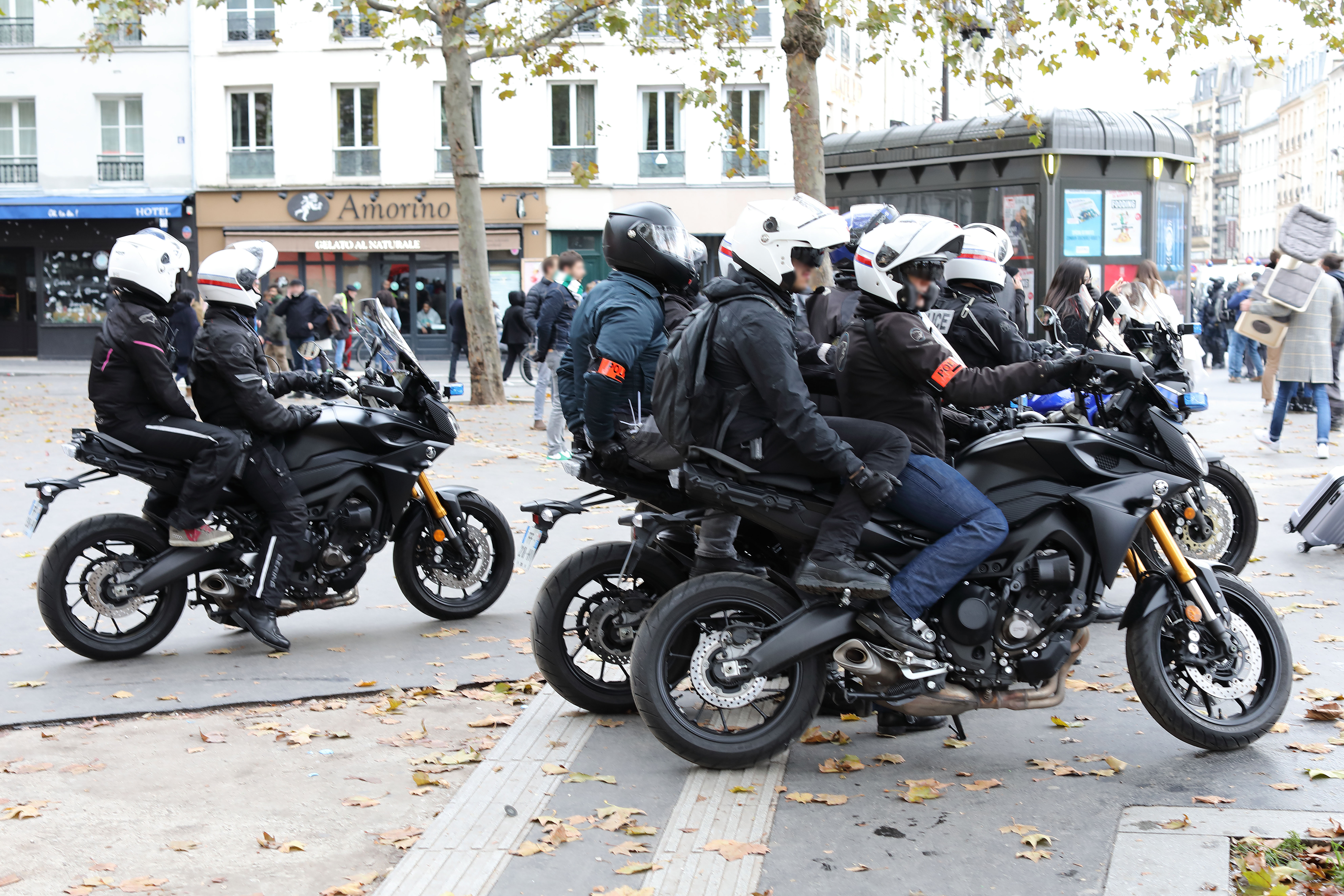
Equipos BRAV-M de la Policía Nacional durante una manifestación a París

Estas unidades fueron creadas en marzo de 2019, y heredan componentes del dispositivo de mantenimiento del orden parisino puesto en marcha durante las precedentes manifestaciones de chalecos amarillos, en especial de las DAR (Détachements de Acción Rápida), unidades operativas compuestas por policías a pie de varias unidades, preparados para ir al contacto de los grupos violentos y de responder a sus acciones, y la CSI 75, que lleva operando en motocicletas desde la aparición de los chalecos amarillos; por lo que las funciones de mantenimiento y restablecimiento del orden público mediante el uso de unidades motorizadas no tiene su origen en la creación de las BRAV-M, sino varios meses antes).
Anteriormente, puede observarse una analogía entre las BRAV-M y las PVM (Pelotons de Voltigeurs Motorisés), que han existido en Francia de 1969 a 1986 en el seno de la Policía, y disueltas como consecuencia del caso Malik Oussekine, del que obtuvieron una mala reputación. Se debe observar sin embargo las diferencias entre las PVM y las BRAV-M, sobre todo en el modus operandi de ambas: los voltigeurs operaban desde las motos en movimiento y  las que utilizaban eran vehículos ligeros y más manejables; mientras que las BRAV-M no utilizan las motos, que son más potentes y menos manejables, más que para desplazarse a los lugares de intervención y una vez en estos, desplegarse y ponen pie a tierra para operar.

## Controversia
El diario Libération escribe que el 5 de diciembre de 2019, durante la manifestación contra la reforma de las pensiones, «en menos de una hora, una Brigada de Represión de la Acción Violenta Motorizada ha tirado al suelo, sin razón aparente a varias personas, y lanzado varias granadas de dispersión de manera irregular.» Los agentes implicados no llevaban ningún número de identificación visible.
La doctrina de operación de las BRAV-M es criticada igualmente como contraria a la doctrina francesa de mantenimiento del orden: la idea de acudir al contacto de los manifestantes puede hacer cesar sus acciones más rápidamente, pero favorece la violencia física directa y los heridos. Es igualmente no compatible con la retención del uso de la fuerza. 
De un modo general, el cuestionamiento sobre el uso de las unidades tipo BRAV-M se basa sobre la estrategia de intervención bien fundada vigente para los motines y violencia urbana en el marco de manifestaciones revendicativas. 